# HD 98800
Désignations
HD 98800 ou TV Crateris est un système stellaire constitué de deux paires d'étoiles dont une entourée d'un disque protoplanétaire perpendiculaire au plan des étoiles en son centre.

## Occultation
Entre 2025 et 2034, pendant une durée totale de 9 ans, la paire A va passer, du point de vue des observateurs terrestres, derrière le disque qui entoure la paire B. Plus précisément, la paire passera derrière la partie sud du disque entre début 2025 et fin 2027, puis passera dans l'intervalle entre la disque et la paire B avant de passer derrière la partie nord du disque entre 2029 et 2034.